# Krensitz

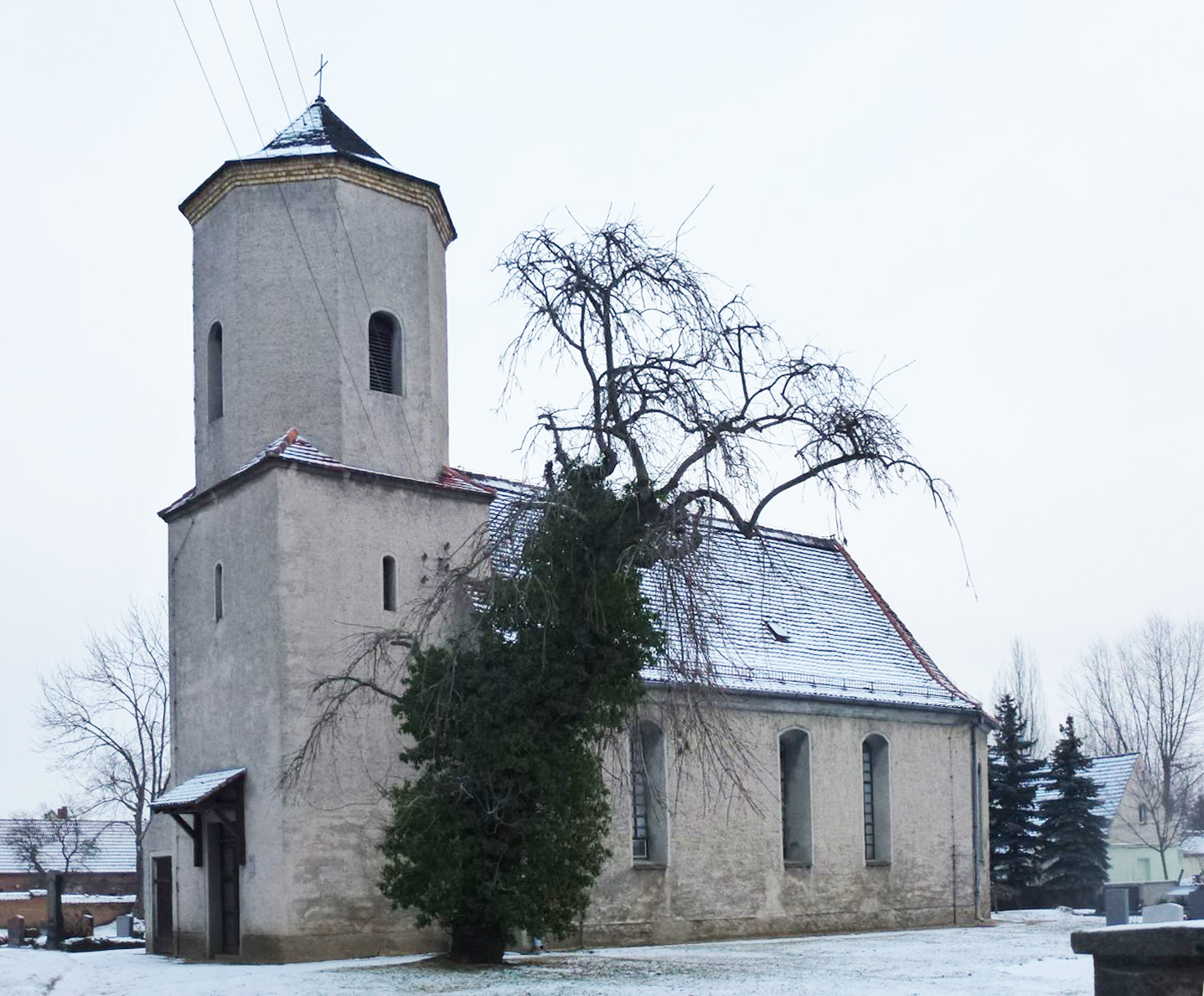
Dorfkirche

Krensitz ist ein Ortsteil der Gemeinde Krostitz im sächsischen Landkreis Nordsachsen in Deutschland.

## Geografie und Verkehr
Krensitz liegt nördlich des Hauptortes Krostitz zwischen den Städten Eilenburg und Delitzsch an der Bundesstraße 2. Zudem gibt es Ortsverbindungen nach Niederossig sowie Hohenroda und Wölkau in der Gemeinde Schönwölkau. Krensitz besitzt einen gleichnamigen Bahnhof an der Bahnstrecke Halle (Saale)–Eilenburg sowie früher an der Bahnstrecke Krensitz–Delitzsch.

## Geschichte
Krensitz ist von der Siedlungsform her ein Platzdorf. Es gehörte bis 1815 zum kursächsischen Amt Eilenburg. Durch die Beschlüsse des Wiener Kongresses kam der Ort zu Preußen und wurde 1816 dem Kreis Delitzsch im Regierungsbezirk Merseburg der Provinz Sachsen zugeteilt, zu dem er bis 1952 gehörte. Am 20. Juli 1950 wurde die Gemeinde Niederossig nach Krensitz eingemeindet. Im Zuge der Kreisreform in der DDR von 1952 wurde Krensitz dem neu zugeschnittenen Kreis Delitzsch im Bezirk Leipzig zugeteilt, welcher 1994 im Landkreis Delitzsch aufging.
Am 1. März 1994 wurde Krensitz nach Krostitz eingemeindet und ist seitdem ein Ortsteil der Gemeinde.

### Einwohnerentwicklung
| Jahr | Einwohner |
| ---- | --------- |
| 1818 | 121       |
| 1895 | 247       |
| 1925 | 349       |
| 1939 | 428       |

| Jahr | Einwohner |
| ---- | --------- |
| 1946 | 607       |
| 1950 | 683       |
| 1964 | 578       |
| 1990 | 409       |

Die Einwohnerzahl von Krensitz lag 1818 bei knapp über 100. Bis zum Ausbruch des Zweiten Weltkrieges stieg die Einwohnerzahl auf beinahe das vierfache. Nach Ende des Krieges stieg die Einwohnerzahl weiter. 1946 lebten 466 Einwohner in Krensitz, vier Jahre später war die zahl auf fast 700 gestiegen, was den historischen Höchststand darstellte. Zu Zeiten der DDR nahm die Einwohnerzahl wieder kontinuierlich ab. 1990 lebten noch knapp über 400 Menschen in Krensitz.

## Sehenswürdigkeiten
Die Dorfkirche in Krensitz stammt aus dem 17. Jahrhundert. Es wird angenommen, dass bereits im 13. Jahrhundert an dieser Stelle ein Kirchturm stand. Die Kirche verfügt über zwei Glocken aus den Jahren 1474 bzw. 1921. Die neugotisch gestaltete Orgel stammt von 1850. Der Innenraum sowie Fassade und Dach sind in renoviertem Zustand.

## Trivia
In den Telefonbüchern der Deutschen Telekom, den Gelben Seiten und in Das Örtliche werden der wesentlich größere Hauptort Krostitz und seine Ortsteile unter dem Namen Krensitz geführt.